# Stazione di Busseto
Stazione di Busseto vasútállomás Olaszországban, Busseto településen.

## Vasútvonalak
Az állomást az alábbi vasútvonalak érintik:
- Cremona–Fidenza-vasútvonal

## Kapcsolódó állomások
A vasútállomáshoz az alábbi állomások vannak a legközelebb:
- Stazione di Villanova d'Arda
- Stazione di Castione dei Marchesi